# ユキオ・ピーター
ユキオ・ピーター（Yukio Peter、1984年1月29日 -）はナウルの男子重量挙げ選手。アイウォ地区出身。
2004年のアテネオリンピックに出場。重量挙げ・男子69kg級で、8位入賞（スナッチ142.5 kg、ジャーク165 kg。合計307.5 kg）の好成績を残した。
2008年12月にリマソール（キプロス）で開催されたコモンウェルスウェイトリフティング選手権では、男子77kg級に出場。スナッチ145 kg、ジャーク185 kg（合計330 kg）を挙げ、優勝を果たした。
2010年にデリー（インド）で行われたコモンウェルスゲームズでも男子77kg級にて、大会新記録となる合計333 kgを挙げ、金メダル（ナウルにおける同大会10個目の金メダルだった）を獲得している。
2011年にダーウィン（オーストラリア）で開催されたアラフラ大会でも男子77kg級で、金メダルを獲得。この大会での金メダルは、ナウル史上初めての快挙だった。